# DV8 Physical Theatre
DV8 Physical Theatre es una compañía de teatro físico y danza teatro. Se formó en 1986 por un colectivo independiente de bailarines unidos por la frustración que sentían frente a la danza convencional que los rodeaba. La compañía está dirigida por Lloyd Newson y ha producido cinco películas en formato para televisión y diecisiete piezas de danza, presentadas por varios países en giras internacionales. 
DV8 está situado en el llamado Artsadmin de Londres.

## Trabajos
El trabajo de DV8 presenta fuertes estímulos audiovisuales, lo que los ha llevado varias veces a grabar en pantalla materiales anteriormente presentados en escena. Los trabajos de DV8 son los siguientes:

### Producciones escénicas
- 1985: 0Bein' A Part, Lonely Art
- 1986: My Sex, Our Dance
- 1987: eLeMeN t(h)ree Sex
- 1987: My Body, Your Body
- 1987: Deep End
- 1988: Dead Dreams of Monochrome Men
- 1990: "if only...."
- 1992: Strange Fish
- 1993: MSM
- 1995: Enter Achilles
- 1997: Enter Achilles
- 1997: Bound to Please
- 1998: Enter Achilles
- 1999: The Happiest Day of My Life
- 2000: Can we afford this / the cost of living
- 2003: The cost of living
- 2005: Just for Show
- 2008: To Be Straight With You
- 2011: Can We Talk About This?
- 2015: JOHN

### Películas
- 1986: My Sex, Our Dance
- 1989: Dead Dreams of Monochrome Men
- 1992: Strange Fish
- 1995: Enter Achilles
- 2004: The Cost of Living